# الطبيب (أسماء الله الحسنى)
الطبيب من أسماء الله الحسنى التي اُختلف في إثباتها، ومعناه: العالم بحقيقة الداء والدواء، والقادر على الصحة والشفاء.

## دليله
ورد دليل هذا الاسم في السنة النبوية:
- عن أبي رِمثة قال: أَتَيْتُ رَسُولَ اللهِ ﷺ مَعَ أَبِي فَرَأَى الَّتِي بِظَهْرِهِ فَقَالَ: يَا رَسُولَ اللهِ، أَلَا أُعَالِجُهَا لَكَ؛ فَإِنِّي طَبِيبٌ. قَالَ: «أَنْتَ رَفِيقٌ، وَاللهُ الطَّبِيبُ»، قَالَ:«مَنْ هَذَا مَعَكَ؟» قُلْتُ: ابْنِي. قَالَ: اشْهَدْ بِهِ. قَالَ: «أَمَا إِنَّهُ لَا تَجْنِي عَلَيْهِ، وَلَا يَجْنِي عَلَيْكَ» .

رواه أحمد (17491) واللفظ له، وأبو داود (4207) ولفظه: «اللهُ عزّ وجلّ الطبيبُ، بل أنتَ رجُل رفيقٌ، طبيبُها الذي خلقها»، وصححه الألباني  والوادعي وقالا: صحيح على شرط مسلم.
- عن عَائِشَةَ: مَرِضَ رَسُولُ اللهِ ﷺ، فَوَضَعْتُ يَدِي عَلَى صَدْرِهِ، فَقُلْتُ: أَذْهِبِ الْبَأَسَ رَبَّ النَّاسِ، ‌أَنْتَ ‌الطَّبِيبُ، وَأَنْتَ الشَّافِي، وَكَانَ رَسُولُ اللهِ ﷺ، يَقُولُ: «أَلْحِقْنِي بِالرَّفِيقِ الْأَعْلَى، وَأَلْحِقْنِي بِالرَّفِيقِ الْأَعْلَى».

رواه أحمد (24774) ، والنسائي في الكبرى (7489)، وصححه شعيب الأرنؤوط على شرط البخاري.

## معناه
الطبيب هو العالم بحقيقة الداء والدواء، والقادر على الصحة والشفاء.
وقال أبو عبد الله القرطبي: «والطبيب في اللغة العالم بالشيء الفطن له الحاذق به. يقال: فلان طَبٌّ بكذا، أي عالم حاذق به، قال الجوهري أبو نصر: الطبيب العالم، وجمع القلة: أّطِبَّة، والكثير أطبَّاء. تقول: ما كنت طبيبًا، ولقد طَبِبت بالكسر. والمتطبب الذي يتعاطى علم الطِّب، والطِّب والطُّب لغتان في الطب، وكل حاذق طبيب عند العرب، والطِّب بالكسر أيضًا السحر، كنى بالطب عن السحر كما كنى بالسليم عن اللديغ، وكأنه من الأضداد. وإذا كان الطبيب في اللغة العالم بالشيء فالبارئ هو العالم بكل شيء كما بيناه. ولكن حقيقة الطب في اللغة العلم بالشيء الخفي الذي لا يبدو إلا بعد معاناة لفكر صافٍ، ونظر وافٍ، والباري هو عَلِم الأمور الظاهرة والخفية، واطلع على الكل من غير معاناة ولا فكر. قلت: وإذا تقرر هذا فيجب على كل مسلم أن يعتقد أن لا طبيب ولا شافي ولا مصح على الإطلاق إلا الله وحده، خلق الداء والدواء والطبيب، فيتوكل عليه وتنقطع إليه ويعتصم به، ويلجأ إليه في مرضه وصحته ثقة به، فإن الله قد عَلِمَ أيام المرض وأيام الصحة، فلو حرص الخلق على تقليل ذلك أو زيادته ما قدروا».

## بعض من أثبت هذا الاسم
1. مقبل بن هادي الوادعي، حيث بوب في كتابه الجامع الصحيح مما ليس في الصحيحين في سياق ذكر أسماء الله الحسنى في كتاب التوحيد: «الطبيب»، وذكر حديث أبي رمثة.[4]
2. عبد الحق الإشبيلي، حيث بوب «الطبيب» في «باب مَا ورد من أَسْمَائِهِ تَعَالَى عَن النَّبِي ﷺ».[9]
3. محمد بن إبراهيم الوزير.[10]
4. محمد ناصر الدين الألباني.[11]
5. أبو عبد الله القرطبي (ت 671ه)، قال: «ومنها الطبيب جل جلاله وتقدست أسماؤه.»[12]
6. البيهقي.[13]
7. محمد شومان الرملي.[14]

## المعترضون على إثبات هذا الاسم
اعترض بعض العلماء على عدِّ اسم «الطبيب» من أسماء الله الحسنى عدوا ما ورد من الأحاديث فيه من باب الإخبار لا من باب التسمية:
1. الحليمي من علماء الأشاعرة، حيث قال: «والجواب: عن استدلاله بما يشتق لله تعالى من اسم الطب فيدعي طبيبًا فهو إن هذا ليس بمسلم، وليس الطبيب بموجود في أسماء الله تعالى، ولا يجوز أن يقال لله تعالى عند الدعاء يا طبيب. وإنما روى أنه كانت تظهر رسول الله صلى الله عليه وسلم سلفه، فقالوا له: لا تدعو لك طبيبًا؟ فقال: (طبيبها الذي خلقها) أي إن الذي ترجونه من الطبيب، فإني أرجوه من الله عز وجل. وهذا لا يوجب أن يكون قد سمى الله طبيبًا، كما أنه قال: (لا تسبوا الدهر) فلم يوجب ذلك تسمية الله تعالى دهرًا».[15] وقال في موضع آخر: «فأما الطبيب فهو العالم بحقيقة الداء والدواء، والقادر على الصحة والشفاء، وليس بهذه الصفة إلا الخالق البارئ المصور، فلا ينبغي أن يسمى بهذا الاسم أحد سواه. فأما صفة تسمية الله تعالى به فهو أن يذكر ذلك في أحوال الاستشفاء مثل أن يقال: اللهم أنك أنت المصح والممرض والمداوي والطبيب ونحو ذلك. فأما أن يقال: يا طبيب كما يقال يا رحيم أو يا حليم أو يا كريم، فإن ذلك مفارقة لآداب الدعاء، والله أعلم».[7]
2. محمد بن خليفة بن علي التميمي، أورده في باب الأسماء التي يرجح عدم ثبوتها إمَّالعدم ورود النَّصِّ أولعدم صحة الإطلاق.[16]